# Arnebia speciosa
Arnebia speciosa är en strävbladig växtart som beskrevs av James Edward Tierney Aitchison och Hemsl. Arnebia speciosa ingår i släktet Arnebia och familjen strävbladiga växter. Inga underarter finns listade i Catalogue of Life.